# Cessna 170
«Сессна-170» (англ. Cessna 170) — лёгкий многоцелевой самолёт, четырёхместный моноплан с закрытой кабиной.
В 1948 году компания Cessna представила модель 170 — немного увеличенную четырёхместную модификацию модели Cessna 120, оснащённую новым двигателем. В 1953 году Cessna представила улучшенный вариант: модель 170В, который получил щелевые закрылки Фаулера. Они радикально улучшили лётные характеристики при малых скоростях и взлётно-посадочные данные модели 170. Один из массовых самолётов компании производителя.
На основе Cessna 170 был создан самый массовый самолёт в истории гражданской авиации Cessna 172.

## Лётно-технические характеристики (170B)

### Технические характеристики
- Экипаж: 1 человек
- Пассажировместимость: 4 человека
- Длина: 7,61 м
- Размах крыла: 10,97 м
- Высота: 2,01 м
- Площадь крыла: 16,2 м²
- Масса пустого: 547 кг
- Максимальная взлётная масса: 998 кг
- Масса полезной нагрузки: 451 кг
- Запас топлива: 159 л
- Двигатели: 1× поршневой Continental O-300-A
- Мощность: 1× 145 л. с. (108 кВт)
- Воздушный винт: двухлопастной металлический фиксированного шага диаметром 76 дюймов

### Лётные характеристики
- Максимальная скорость: 230 км/ч
- Максимальная допустимая скорость: 245 км/ч
- Крейсерская скорость: 195 км/ч
- Скорость сваливания: 79 км/ч
- Практическая дальность: 950 км
- Практический потолок: 4 724 м
- Скороподъёмность: 3,5 м/с
- Нагрузка на крыло: 61,6 кг/м²

## Разработка
В 1951—1955 годах использовались модификации модели 170 (и L-19, сделанного на базе 170) в качестве тестовых стендов для исследований по управлению пограничным слоем (en:Boundary layer control) по контракту с Управлением военноморских исследований и транспортным корпусом армии США, которые обозначались как модели 309 и 319.